# Улица Ленина (Яранск)
У́лица Ле́нина — одна из старинных улиц уездного города Яранска, Кировская область, Россия.

## Расположение
Нумерация начинается с севера и следует на юг.
Пересекает следующие улицы:
- Северная улица
- Улица Мицкевича
- Улица Гоголя
- Улица Кирова
- Улица Радина
- Улица Рудницкого
- Улица Халтурина
- Первомайская улица

## История
Никольская улица образовалась в XVIII веке, являясь, таким образом, одной из первых улиц уездного города Яранска Вятской губернии. Данная городская артерия существовала ещё на нерегулярном плане города и получила своё название по Никольской часовне. 
Улица сохранилась и на регулярном плане города 1784 года, несколько изменив направление. До 1850-х она была крайней с востока города. На юге города улица доходила до «старого» Благовещенского кладбища, а после его ликвидации в 1893 году и последующей застройки, улица была продлена по его территории. В Советское время была переименована в честь основателя первого в мире социалистического государства В. И. Ленина.

## Примечательные здания
- № 7 — Жилая усадьба Бетехтиных.
- № 9 — Яранская швейная фабрика (раньше Склад Бетехтиных).
- № 11 — Яранский технологический техникум (раньше Городское училище).
- № 29 — Дом К. Т. Юферева — П. М. Соломина.
- № 52 — Родильное отделение Яранской центральной районной больницы.
- № 62 — жилой дом, где во время Великой Отечественной войны проживала семья будущего Президента Эстонии Леннарта Мери[2].